# Liste der griechischen Töpfer und Vasenmaler/X

## Namentlich bekannte Künstler
| Name        | Wikidata | Profession | Herkunft | Stil | Zeit          | Bemerkung                                                                                    | Beispiel |
| ----------- | -------- | ---------- | -------- | ---- | ------------- | -------------------------------------------------------------------------------------------- | -------- |
| Xenokles    |          | Töpfer     | Attika   | SF   | Mitte 6. Jh.  | Kleinmeister, nach Xenokles wurden der Xenokles-Maler und die Xenokles-Gruppe benannt        |          |
| Xenophantos |          | Töpfer     | Attika   | RF   | frühes 4. Jh. | der nach Xenophantos benannte Xenophantos-Maler ist möglicherweise mit Xenophantos identisch |          |
| Xenotimos   |          | Töpfer     | Attika   | RF   | 430/20        | nach Xenotimos wurde der Xenotimos-Maler benannt                                             |          |

## Nicht namentlich bekannte Künstler (Notnamen)
| Name                     | Wikidata | Profession | Herkunft | Stil | Zeit          | Bemerkung                                                                    | Beispiel |
| ------------------------ | -------- | ---------- | -------- | ---- | ------------- | ---------------------------------------------------------------------------- | -------- |
| Xanthos-Maler            |          | Vasenmaler | Attika   | SF   |               | Kleinmeister                                                                 |          |
| Maler von Xanthos 6.3444 |          | Vasenmaler | Attika   | SF   | Mitte 6. Jh.  |                                                                              |          |
| Xenokles-Maler           |          | Vasenmaler | Attika   | SF   | Mitte 6. Jh.  | Kleinmeister, benannt nach dem Töpfer Xenokles                               |          |
| Xenophantos-Maler        |          | Vasenmaler | Attika   | RF   | frühes 4. Jh. | benannt nach dem Töpfer Xenophantos, mit dem er möglicherweise identisch ist |          |
| Xenotimos-Maler          |          | Vasenmaler | Attika   | RF   | 430/20        | benannt nach dem Töpfer Xenotimos                                            |          |

## Künstler-Gruppen
| Name            | Wikidata | Profession | Herkunft | Stil  | Zeit         | Bemerkung                                                   | Beispiel |
| --------------- | -------- | ---------- | -------- | ----- | ------------ | ----------------------------------------------------------- | -------- |
| Klasse X        |          | Töpfer     | Attika   | RF/PL |              |                                                             |          |
| Xenokles-Gruppe |          | Vasenmaler | Attika   | SF    | Mitte 6. Jh. | Kleinmeister, benannt nach dem Töpfer Xenokles              |          |
| Xenon-Gruppe    |          | Vasenmaler | Apulien  | RF    | 4. Jh.       | eher eine keramische Gattung/Klasse als eine Künstlergruppe |          |